# Domenico Gilardi
Pour les articles homonymes, voir Gilardi.
Domenico Gilardi ou Gilliardi (en russe : Доменико ou Дементий Иванович Жилярди, Dementy Ivanovitch Gilardi) (1785-1845) est un architecte d'origine tessinoise qui passa la majeure partie de sa vie en Russie, notamment à Moscou, où il construisit de nombreux édifices, après l'incendie de 1812, en particulier les anciens bâtiments néoclassiques de l'Université de Moscou, rue Mokhovaïa, en face de la place du Manège, le Palais de la Sloboda en style Empire, l'Institut Catherine, de nombreux hôtels particuliers, etc.

## Biographie

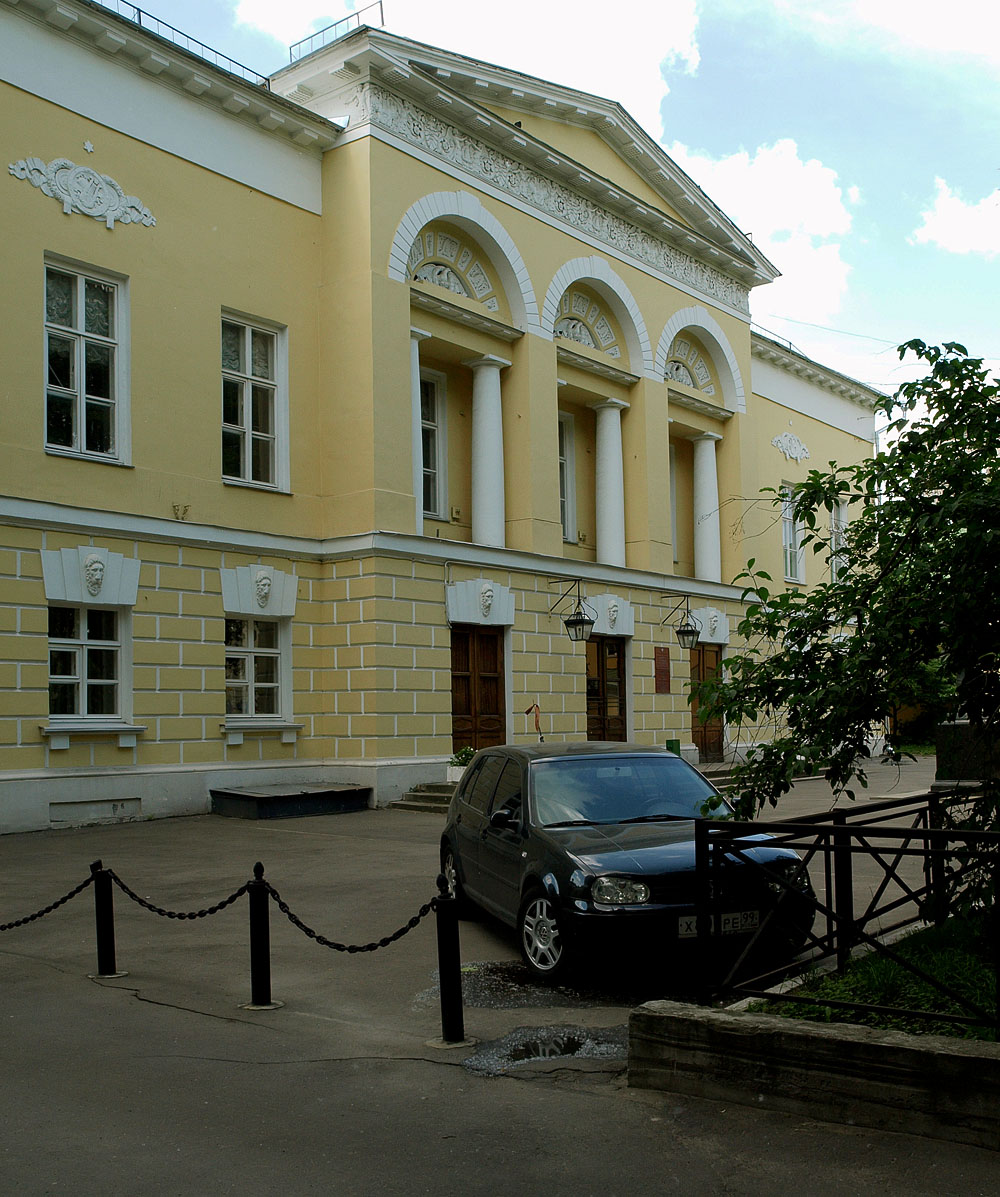
L'hôtel particulier des princes Gagarine.

Domenico Gilardi faisait partie d'une dynastie tessinoise d'architectes et d'artisans originaire de Montagnola qui s'établit en Russie au milieu du XVIIIe siècle. Lui-même arriva en Russie à l'âge de onze ans. Son père Giovanni (Ivan Dementievitch) s'installa à Moscou, où il fut nommé au poste d'architecte d'État, afin de participer à l'édification de l'immense orphelinat (ru) de Catherine la Grande.
Domenico Gilardi étudia à Saint-Pétersbourg, auprès de Carlo Scotti, entre 1799 et 1803, puis fit son tour d'Europe jusqu'en 1810, étudiant l'art et l'architecture. À son retour en Russie, il travailla à l'atelier de son père sur le chantier de l'orphelinat, avec Athanase Grigoriev (ru).
L'incendie de la ville de Moscou, au moment des conquêtes napoléoniennes, en 1812, s'il fut désastreux pour de nombreuses familles, se révéla une mine d'or pour les architectes qui affluèrent à Moscou. Domenico Gilardi débuta par la restauration en 1813 d'édifices du Kremlin. Lorsque son père se retira dans le Tessin en 1817, Domenico hérita de sa charge d'architecte. Il reconstruisit avec l'aide de Grigoriev l'Université, rue Mokhovaïa, avec de belles colonnes en façade, et reçut de nombreuses commandes d'hôtels particuliers, de style palladien, comme l'hôtel jaune des princes Gagarine rue Povarskaïa, le palais de la Sloboda place Lefortovo, le palais rose du Conseil de tutelle sur la Solianka avec son dôme caractéristique, son fronton classique et ses colonnes ioniques blanches qui sont autant de témoignages de raffinement et d'harmonie. On peut aussi signaler l'hôtel particulier des Lounine, place de la porte Nikitski (ru) sur l'Anneau des boulevards, ou celui des Oussatchev sur la Ceinture ou Anneau des jardins.
L'œuvre de Gilardi se caractérise par un style Empire, plutôt dans le goût italien, que le goût français, c'est-à-dire plus léger et délicat.
Il repartit en 1832 pour ses montagnes suisses natales, et il mourut treize ans plus tard à Milan, laissant ses travaux se poursuivre avec son cousin Alessandro Gilardi et Mikhaïl Bykovski (ru).